# Hudiksvalls sjukhus
Hudiksvalls sjukhus, förkortat HS, är ett lokalt sjukhus i tätorten Hudiksvall.

## Historia
Sedan 1600-talet har det funnits någon sorts sjukhusverksamhet i Hudiksvall. På 1600-talet öppnades bland annat ett mycket litet hospital. År 1828 öppnade Hudiksvalls sjukhus som ett lasarett. Efter öppnandet av sjukhuset 1828 var lokalerna dock ganska primitiva. Så småningom byggdes ett nytt lasarett på nuvarande plats 1895. På 1960-talet byggdes sjukhuset om till dess nutida utseende.
Sjukhuset var fram till 1947 odelat, men detta år bildades medicin- och kirurgklinikerna samt röntgenavdelningen. Ett par år senare kom ögon och öronavdelningarna till, senare också gynekologi- och barnklinikerna. Den psykiatriska avdelningen öppnades 1992.
Sjukhuset har operationsverksamhet inom kirurgi och ortopedi, gynekologi, obstetrik samt verksamhet inom specialiteterna ögon och öron-näsa-hals. På sjukhuset finns också avdelningar och mottagningar för internmedicin.
Barn- och vuxenpsykiatri samt habilitering har också verksamhet på Hudiksvalls sjukhus, som även bedriver BB- och förlossningsverksamhet. På sjukhuset finns även en barn- och ungdomsmottagning för patienter 17 år och yngre.